# Eric Stacey
Eric G. Stacey (* 5. Dezember 1903 in London; † 1. Mai 1969 in Los Angeles County, Kalifornien) war ein US-amerikanischer Produktionsmanager und Regieassistent, der am häufigsten für den Oscar für die beste Regieassistenz nominiert wurde, ohne diesen jemals zu erhalten.

## Leben
Stacey begann 1933 als Regieassistent bei Deluge und wirkte in dieser Funktion bis 1940 bei der Herstellung von 16 weiteren Filmen mit. Er arbeitete mit Filmregisseuren wie Richard Boleslawski, William A. Wellman, Jack Conway, Victor Fleming, Alfred Hitchcock und Cecil B. DeMille zusammen.
Bei den Oscarverleihungen 1936, 1937 und 1938 war er drei Mal nacheinander für den nur wenige Jahre verliehenen Oscar für die beste Regieassistenz nominiert, erhielt diesen jedoch nicht. Die Nominierungen erfolgten dabei für die Filme Die Elenden (1935) im Jahr 1936, Der Garten Allahs (1936) im Jahr 1937 sowie Ein Stern geht auf (1937) im Jahr 1938.
Nach 1940 war Stacey als Produktionsmanager tätig und betreute in den kommenden Jahren bis zu seinem Tod die Produktion von über dreißig Filmen. 1959 war er als assoziierter Produzent an Der Fischer von Galiläa von Frank Borzage beteiligt.

## Filmografie (Auswahl)
Regieassistenz
- 1935: Die Elenden (Les Miserables)
- 1935: Jeden Abend um acht (Every Night at Eight)
- 1936: Der kleine Lord (Little Lord Fountleroy)
- 1936: Der Garten Allahs (The Garden of Allah)
- 1937: Ein Stern geht auf (A Star Is Born)
- 1938: Toms Abenteuer (The Adventures of Tom Sawyer)
- 1938: Gauner mit Herz (The Young in Heart)
- 1938: Ein ideales Paar (Made for Each Other)
- 1939: Vom Winde verweht (Gone with the Wind)
- 1940: Rebecca
- 1940: Die scharlachroten Reiter (North West Mounted Police)

Produktionsleitung
- 1941: Die kleinen Träume von der weiten Welt (The Great Mr. Nobody)
- 1941: Sergeant York
- 1943: Der Pilot und die Prinzessin (Princess O'Rourke)
- 1944: Fahrkarte nach Marseille (Passage to Marseille)
- 1944: Arsen und Spitzenhäubchen (Arsenic and Old Lace)
- 1944: Haben und Nichthaben (To Have and Have Not)
- 1945: Das grüne Korn (The Corn Is Green)
- 1945: Spiel mit dem Schicksal (Saratoga Trunk)
- 1946: Drei Fremde (Three Strangers)
- 1946: Tag und Nacht denk’ ich an Dich (Night and Day)
- 1946: Tote schlafen fest (The Big Sleep)
- 1947: Unser Leben mit Vater (Life with Father)
- 1948: Zaubernächte in Rio (Romance on the High Seas)
- 1949: Kuß im Dunkeln (A Kiss in the Dark)
- 1949: Ein Mann wie Sprengstoff (The Fountainhead)
- 1949: Venus am Strand (The Girl from Jones Beach)
- 1949: Sturm über dem Pazifik (Task Force)
- 1949: Der Stachel des Bösen (Beyond the Forest)
- 1949: Glück in Seenot (The Lady Takes a Sailor)
- 1950: Mordsache: Liebe (Perfect Strangers)
- 1950: Der Geier von Arizona (Barricade)
- 1957: Die Junggesellenparty (The Bachelor Party)
- 1958: South Pacific
- 1966: Die phantastische Reise (The Phantastic Voyage)
- 1968: Derek Flint – hart wie Feuerstein (In Like Flint)
- 1968: Der Frauenmörder von Boston (The Boston Strangler)
- 1969: Der Killer und die Dirne (Hard Contract)